# 1900年パリオリンピックのカナダ選手団
1900年パリオリンピックのカナダ選手団（1900ねんパリオリンピックのカナダせんしゅだん）は、1900年5月14日から10月28日にかけてフランスの首都パリで開催された1900年パリオリンピックのカナダ選手団、およびその競技結果。

## 概要
今大会は金メダル1個、銅メダル1個の合計2個のメダルを獲得した。

## メダル
| メダル | 選手名             | 競技 | 種目             |
| ------ | ------------------ | ---- | ---------------- |
| 金     | ジョージ・オートン | 陸上 | 男子2500m障害    |
| 銅     | ジョージ・オートン | 陸上 | 男子400mハードル |